# エフゲニー・ムロフ

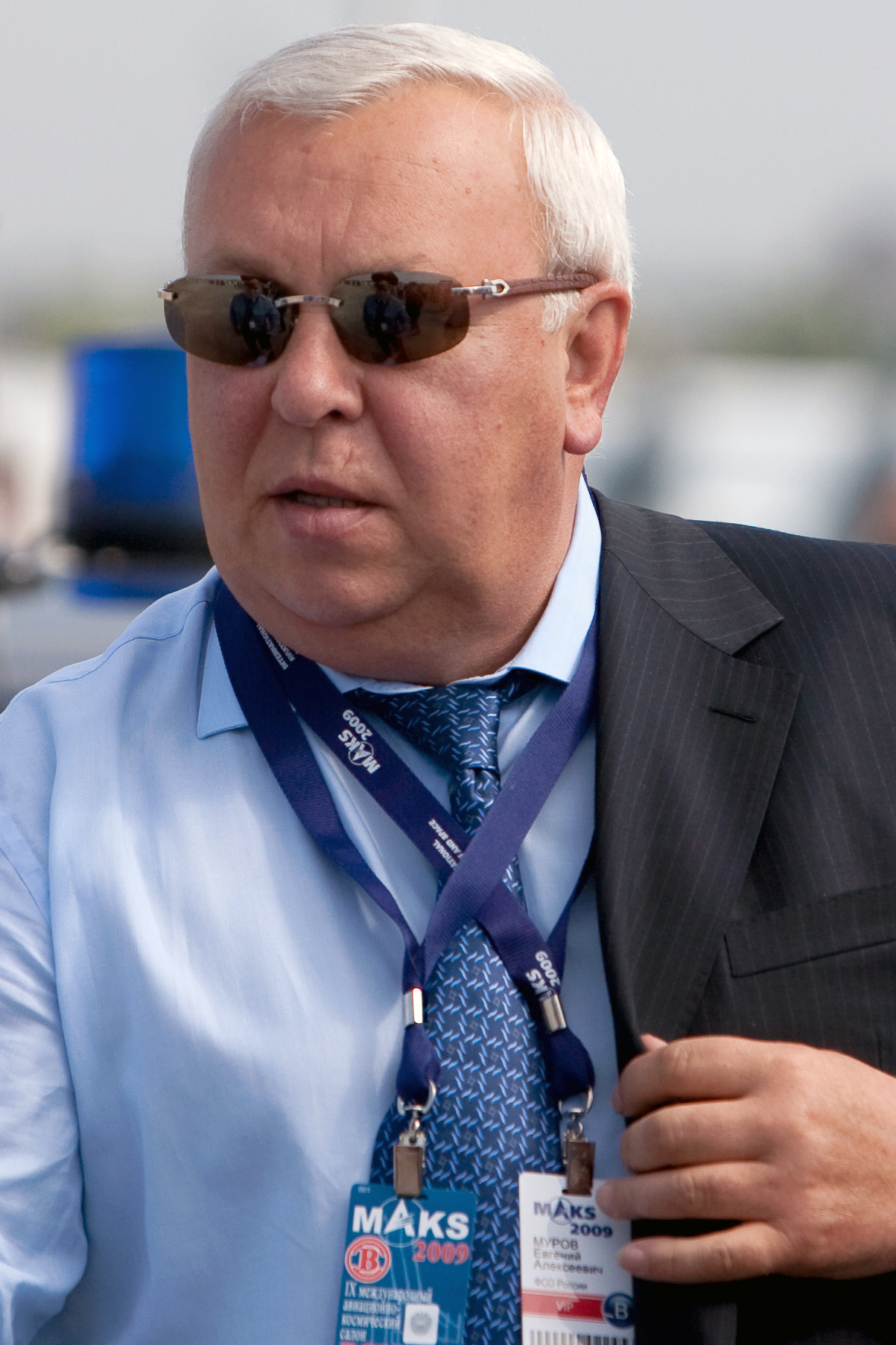

エフゲニー・アレクセーヴィチ・ムロフ（Евгений Алексеевич Муров；1945年11月18日 -）は、ソ連、ロシア連邦の職業的諜報員、チェキスト。元ロシア連邦警護庁（FSO）長官。上級大将。

## 経歴
1971年からソ連国家保安委員会（KGB）。1974年から1992年まで、第1総局で働き、3年半の間、東南アジアで活動していた。
1992年から1997年まで、ロシア連邦保安庁（FSB）サンクトペテルブルク市局の地区課長。1997年から、FSBサンクトペテルブルク市・レニングラード州局副局長。その後、FSB経済保安部第一副部長。
2000年5月18日、少将の階級でロシア連邦警護庁（FSO）長官に任命。2004年、上級大将に昇進。2010年11月に停年（65歳）に達したが、ムロフの任期は2012年まで延長され、その後さらに延長された。ムロフのFSO長官在任は2016年5月までの長期間にわたった。

## パーソナル
モスクワ州ズヴェニゴロド市出身。妻帯、1児を有する。